# Аткіно
А́ткіно (рос. Аткино) — присілок (колишнє село) у складі Вадінського району Пензенської області, Росія.
Населення — 86 осіб (2010; 99 у 2002).
Національний склад станом на 2002 рік:
- росіяни — 98 %